# 닌텐도 스위치 2
닌텐도 스위치 2(Nintendo Switch 2)는 닌텐도가 개발한 하이브리드 비디오 게임 콘솔로, 2025년 6월 5일 대부분의 지역에서 출시되었다. 오리지널 스위치처럼 휴대용, 태블릿으로 사용하거나 독을 통해 외부 디스플레이에 연결하여 사용할 수 있으며, Joy-Con 2 컨트롤러는 부착하거나 분리하여 사용할 수 있다. 스위치 2는 더 큰 액정 디스플레이, 더 많은 내부 저장 공간, 그리고 업데이트된 그래픽, 컨트롤러 및 소셜 기능을 가지고 있다. 휴대용 또는 테이블톱 모드에서 1080p 해상도와 120Hz의 화면 재생 빈도를 지원하며, 독에 연결했을 때는 4K 해상도와 60Hz의 화면 재생 빈도를 지원한다.
게임은 실물 게임 카드와 닌텐도의 디지털 e숍을 통해 이용할 수 있다. 일부 게임 카드는 데이터가 없지만 플레이어가 게임 콘텐츠를 다운로드할 수 있도록 한다. 일부 스위치 게임은 무료 또는 유료 업데이트를 통해 향상된 스위치 2 성능을 활용할 수 있다. 스위치 2는 닌텐도 스위치 온라인 구독 서비스를 유지하며, 이는 일부 멀티플레이어 게임에 필요하고 구형 에뮬레이트된 게임의 닌텐도 클래식스 라이브러리에 대한 접근을 제공한다. 게임큐브 게임은 스위치 2 전용이다. 게임챗(GameChat) 기능은 플레이어가 원격으로 채팅하고 화면과 웹캠을 공유할 수 있도록 한다.
닌텐도는 2025년 1월 16일에 스위치 2를 공개했으며, 4월 2일에 전체 사양과 출시 세부 정보를 발표했다. 대부분의 지역에서 사전 주문은 4월 5일에 시작되었다. 이 시스템은 이전 모델에 비해 소셜 및 기술적 개선으로 칭찬을 받았지만, 콘솔 및 게임 라이브러리의 가격 상승은 비판을 받았다. 출시 4일 만에 전 세계적으로 350만 대 이상의 스위치 2 콘솔이 판매되어, 닌텐도 콘솔 중 가장 빠르게 판매되는 기록을 세웠다.

## 역사

### 배경
닌텐도는 2017년 3월에 오리지널 스위치를 출시했으며, 이는 Wii U의 상업적 실패 이후 개발되었다. 스위치는 휴대용, 테이블톱, 독 모드 구성을 갖춘 하이브리드 콘솔로 홍보되었으며, 이들 구성에 따라 본체에서 분리할 수 있는 Joy-Con 컨트롤러가 포함되었다. 당시 시장에 출시된 다른 콘솔인 플레이스테이션 4 및 엑스박스 원과 비교하여 스위치는 기기의 가격을 낮추기 위해 컴퓨팅 하드웨어의 성능이 떨어졌지만, 닌텐도가 일반적으로 출시하는 유형의 게임을 구동하기에는 충분했다. 이는 다른 콘솔 제조업체와 차별화하기 위한 회사의 장기적인 블루 오션 전략의 일부였다. 스위치는 닌텐도의 베스트셀러 가정용 콘솔이 되었으며, 2023년에는 전체 게임 콘솔 중 세 번째로 많이 팔린 콘솔이 되었다. 이는 플레이스테이션 2와 닌텐도 DS에 뒤를 잇는다. 스위치 2가 발표된 2025년 1월 기준으로 전 세계적으로 1억 4600만 대 이상의 스위치 기기가 판매되었다.

### 개발
닌텐도 내부에서는 스위치 출시 직후 다음 콘솔의 사전 제작이 시작되었으며, 한 팀이 스위치의 성능 제한을 검토하고 이를 해결하기 위해 어떤 하드웨어 변경을 할 수 있는지 식별했다. 이는 또한 SDK를 게임 개발 파트너에게 배송할 수 있도록 하드웨어를 계획할 충분한 시간을 제공했다. 스위치 2의 공식 개발은 프로듀서 가와모토 코이치(河本 浩一), 하드웨어 디렉터 도타 다쿠히로(土田 拓宏), 기술 디렉터 사사키 테츠야(佐々木 哲也)가 주도하여 2019년에 시작되었다. 과거 닌텐도 콘솔은 일반적으로 오리지널 스위치의 하이브리드 모드와 같은 새로운 유형의 하드웨어 경험을 특징으로 했지만, 스위치 2 팀은 개발자들이 스위치 모드에 맞춰 게임을 작성하는 데 적응했으며, 중요한 하드웨어 변경을 도입하는 것은 도움이 되지 않을 것이라고 판단했다. 대신 개발자에게 더 많은 도구를 제공하기 위해 컴퓨팅 성능 개선에 중점을 두기로 결정했다. 하드웨어 구성 요소는 성능과 배터리 수명의 균형을 맞추고 최신 게임을 지원하기 위해 메모리를 확장하도록 선택되었다.
닌텐도가 하드웨어 개선을 우선시하면서, 닌텐도 3DS나 Wii U와 같이 이전 모델과 유사한 하드웨어를 가진 콘솔에 비해 하위 호환성을 구현하는 것이 더 복잡해졌다. 스위치 2는 더 부담스러운 소프트웨어 전용 솔루션을 피하기 위해 소프트웨어와 하드웨어 에뮬레이션의 하이브리드를 사용한다. 이름은 부분적으로 하위 호환성의 영향을 받았다. 닌텐도는 패밀리컴퓨터에 이은 슈퍼 패미컴과 유사하게 "슈퍼 닌텐도 스위치"를 고려했지만, 이는 호환성 기능을 퇴색시킬 것이라고 판단했다.

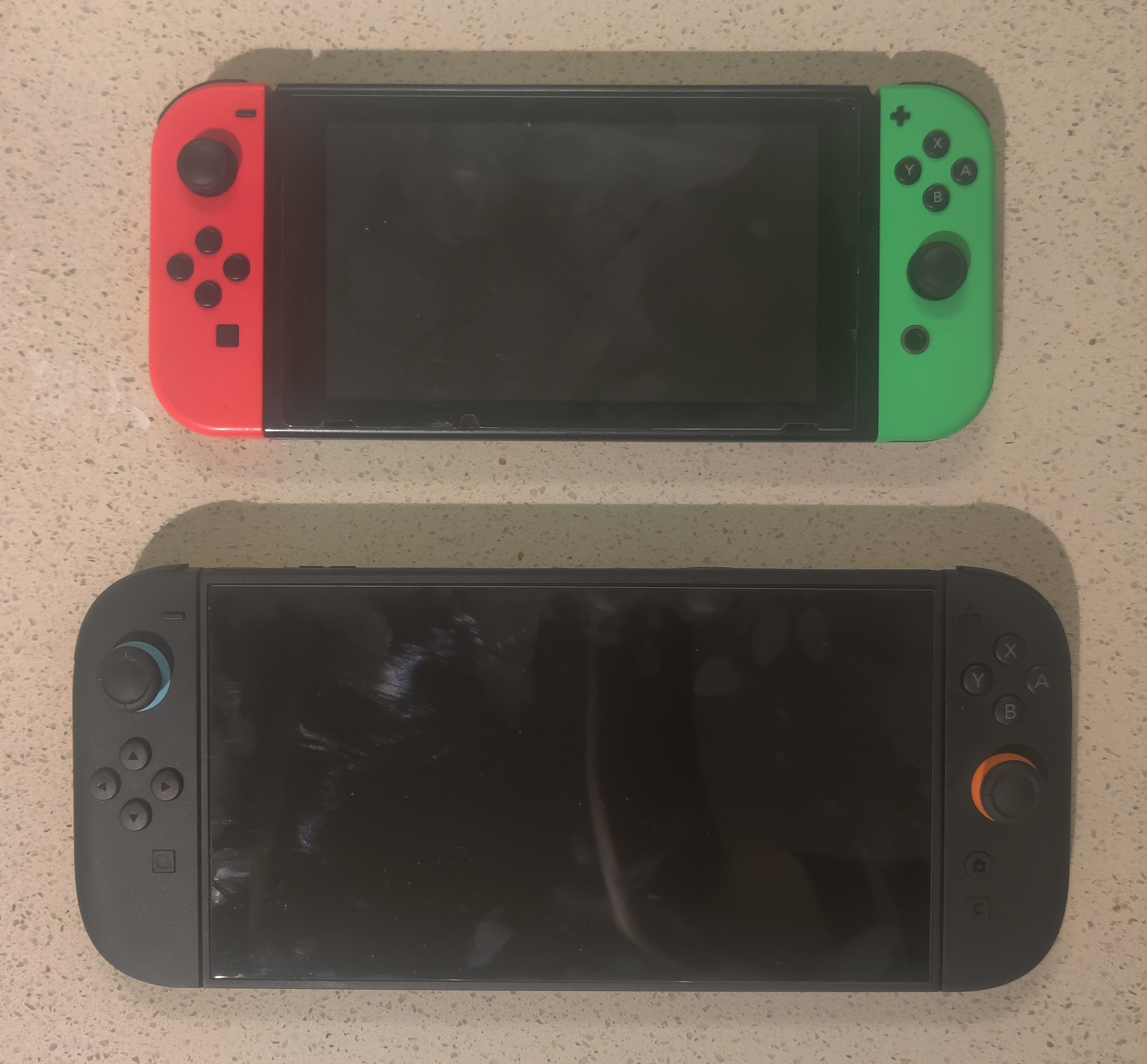
닌텐도 스위치 2(아래)는 오리지널 닌텐도 스위치(위)에 비해 더 큰 화면과 더 큰 Joy-Con 컨트롤러를 특징으로 한다.

새로운 Joy-Con 컨트롤러는 완전히 재설계되었다. 콘솔의 더 큰 화면으로 인해 단순히 기존 Joy-Con의 크기를 맞추는 것만으로는 충분하지 않았는데, 더 길어진 크기는 어깨 버튼을 잡고 누르기 어렵게 만들었기 때문이다. 따라서 닌텐도는 모서리를 더 둥글게 처리하고 어깨 버튼을 컨트롤러 측면으로 더 확장했다. HD 럼블 기능은 개선되어 기존 Joy-Con의 한계를 넘어섰고, 게임큐브 컨트롤러에 필적하는 수준으로 강도를 높였다. 오리지널 스위치에서 사용된 레일 시스템 대신, 새로운 Joy-Con은 자석 연결을 사용한다. 닌텐도는 원래 첫 번째 스위치 모델에 자석 연결을 탐구했지만, 연결이 너무 흔들리는 것으로 판단되어 레일 방식으로 디자인을 변경했다. Joy-Con 2에서는 자석 방식을 개선하여 연결을 더 강력하게 만들었고, 기계식 해제 시스템으로 쉽게 분리할 수 있도록 했다. 이 새로운 시스템으로 인해 Joy-Con은 이제 자석 연결이 이루어질 때 소리가 나는데, 도타는 이것이 스위치 브랜딩을 상징하는 데 도움이 되었다고 말했다.
Joy-Con이 컴퓨터 마우스로 사용될 수 있는 기능은 가와모토가 PC로 게임을 즐기면서 도입한 아이디어로, 마우스 제어는 콘솔이 독에 연결될 때 화면의 터치 컨트롤을 대체하는 데 도움이 될 뿐만 아니라 새로운 형태의 게임 플레이를 도입하는 데도 사용될 수 있기 때문이다. 가와모토는 이 아이디어가 수십 년 동안 닌텐도의 접근 방식의 일부였던 요코이 군페이의 "고된 기술의 횡적 사고" 개념을 대표한다고 말했다. 프로 컨트롤러 또한 스위치 2를 위해 유사하게 재설계되었으며, 조이스틱의 움직임을 부드럽게 하고, 오디오 잭과 플레이어가 사용자 정의할 수 있는 두 개의 프로그래밍 가능한 버튼을 그립에 추가했다.
플레이어가 채팅하고 화면과 웹캠을 공유할 수 있는 게임챗 기능은 2020년 코로나19 범유행과 봉쇄 기간 동안 게임 개발자들이 사용해야 했던 기존 도구에 대한 닌텐도 개발자들의 좌절감에서 비롯되었다. 기존 소프트웨어 솔루션은 채팅과 웹캠 사용을 허용했지만 한 번에 하나의 화면만 공유할 수 있었고, 모든 화면이 항상 보이도록 웹캠을 화면에 향하게 하는 임시방편 솔루션을 찾았다. 가와모토는 "마치 우리 모두가 같은 장소에 모여 각자 콘솔을 가져와 함께 게임을 하는 것 같아 매우 즐거웠다"고 말하며 게임챗 기능 개발로 이어졌다고 덧붙였다. 게임챗 기능은 게임 성능을 저해할 수 있는 시스템 리소스 사용을 최소화하도록 개발되었으며, 일부 기능은 Wii U와 Wii U 게임패드를 위해 개발된 동일한 스트리밍 기술을 기반으로 한다.

### 업계 소문
2019년부터 미디어에서 종종 "닌텐도 스위치 프로"로 불리며 스위치의 고성능 모델에 대한 업계 소문이 돌기 시작했다. 추측된 기능 중 상당수는 2021년 출시된 OLED 스위치 모델의 일부가 되었다. 닌텐도는 2020년 10월 투자자들에게 다음 게임 시스템을 개발 중이라고 확인했다. 디지털 파운드리는 닌텐도가 스위치의 "프로" 모델을 개발하고 있었을 수 있지만, 2022년 12월까지는 모든 개발을 닌텐도 스위치 후속작으로 완전히 전환한 것으로 보인다고 밝혔다. [[마이크로소프트의 액티비전 블리자드 인수|마이크로소프트의 액티비전 블리자드 인수]]에 이의를 제기한 2023년 FTC v. Microsoft 소송의 법원 보고서에는 액티비전이 "스위치 NG"를 향해 개발 중이라는 내용이 포함되어 있었다.
2023년 6월 주주 질의응답 세션에서 닌텐도의 사장 후루카와 슌타로는 닌텐도가 소비자들을 위해 후속작으로의 전환을 원활하게 만들려고 노력하고 있으며, 닌텐도 계정 시스템을 유지할 계획이라고 밝혔다. 하위 호환성은 디자인의 핵심 부분이었다. 닌텐도는 "많은 소비자들이 닌텐도 스위치를 플레이하고 있으며, 소비자들이 이미 구매한 닌텐도 스위치 소프트웨어를 닌텐도 스위치 후속작에서 플레이할 수 있도록 하는 것이 가장 좋은 방향이라고 결정했다"고 말했다.
비디오 게임 크로니클은 2023년 7월에 닌텐도가 다음 콘솔의 SDK를 개발 파트너들에게 보냈으며, 닌텐도가 9세대 콘솔, 플레이스테이션 5 및 엑스박스 시리즈 X/S, 출시 당시 겪었던 부족 사태를 피하고 싶어 한다고 보도했다. 닌텐도는 8월 게임스컴에서 비공개 프레젠테이션을 통해 스위치 2를 선보였다. 기술 데모 중에는 젤다의 전설 브레스 오브 더 와일드 (2017)의 고프레임률 및 고해상도 버전과 언리얼 엔진 5 데모 The Matrix Awakens (2021)가 포함되었다.
2024년 5월 7일, 후루카와는 스위치 후속작의 개발을 인정하며, 해당 회계 연도에 더 많은 정보가 공개될 것이라고 말했다. 2024년 내내 새로운 콘솔에 대한 소문이 계속되었다. 1월 초 2025년 소비자 가전 전시회에서 여러 서드파티 벤더들이 스위치 후속작을 위해 예정된 액세서리를 선보였고, 이에 닌텐도는 해당 쇼에서 사용된 목업 중 공식적인 것은 없다는 성명을 발표했다.
2024년 9월 18일, 시스템의 이미지로 추정되는 사진이 레딧에 유출되었으며, 이는 이전 보고서와 일치하는 세부 정보를 포함했다. 2024년 10월, 게임프리크는 포켓몬스터 개발 자료에 대한 심각한 데이터 유출을 겪었으며, 여기에는 10세대 포켓몬스터 게임과 스위치 후속작인 코드네임 "Ounce"에 대한 언급이 포함되었다. 미국 비디오 게임 액세서리 회사 젠키(Genki)는 소비자 가전 전시회에서 콘솔의 상세한 렌더링을 선보였다. 닌텐도는 2025년 5월에 이들을 상대로 소송을 제기했다.
스위치 2는 원래 2024년 말에 출시될 것으로 예상되었다. 2월에 블룸버그 뉴스는 닌텐도가 퍼블리셔들에게 2025년 초로 출시를 연기했다고 보도했다. 닛케이는 블룸버그의 보도를 뒷받침하며, 지연의 원인이 품절 및 되팔기를 방지하기 위함이라고 보도했다. 닌텐도의 주가는 보도된 지연 소식에 따라 거의 6% 하락했다. 2024년 8월, GamesIndustry.biz와 유로게이머는 이 콘솔이 2025년 4월 이전에 출시되지 않을 것이라고 보도했다. 게임 퍼블리셔이자 액세서리 제조업체인 나콘은 2025년 4월에 시작하여 9월 30일에 끝나는 닌텐도의 회계 연도 상반기 내에 출시될 것으로 예상했다.

### 발표 및 홍보
닌텐도는 2025년 1월 16일에 스위치 2를 공개했으며, 새로운 디자인과 자석식 Joy-Con 컨트롤러, 그리고 새로운 마리오 카트 게임의 짧은 영상을 선보였다. 이 게임은 나중에 마리오 카트 월드 (2025)로 발표되었다. 스위치 2에 대한 1시간짜리 닌텐도 다이렉트 프레젠테이션은 4월 2일에 초연되었고, 다음 2일 동안 스위치 2 게임에 대한 닌텐도 트리하우스 프레젠테이션이 방영되었다. 닌텐도는 4월부터 6월까지 일련의 전 세계 이벤트를 개최하여 플레이어가 출시 전에 콘솔을 체험할 수 있도록 했다. 후루카와는 이전 닌텐도 하드웨어 출시 시 문제가 되었던 재판매업자 및 되팔이에게 과도한 판매를 방지하기 위해 스위치 2 출시를 위한 준비를 하고 있다고 말했다.

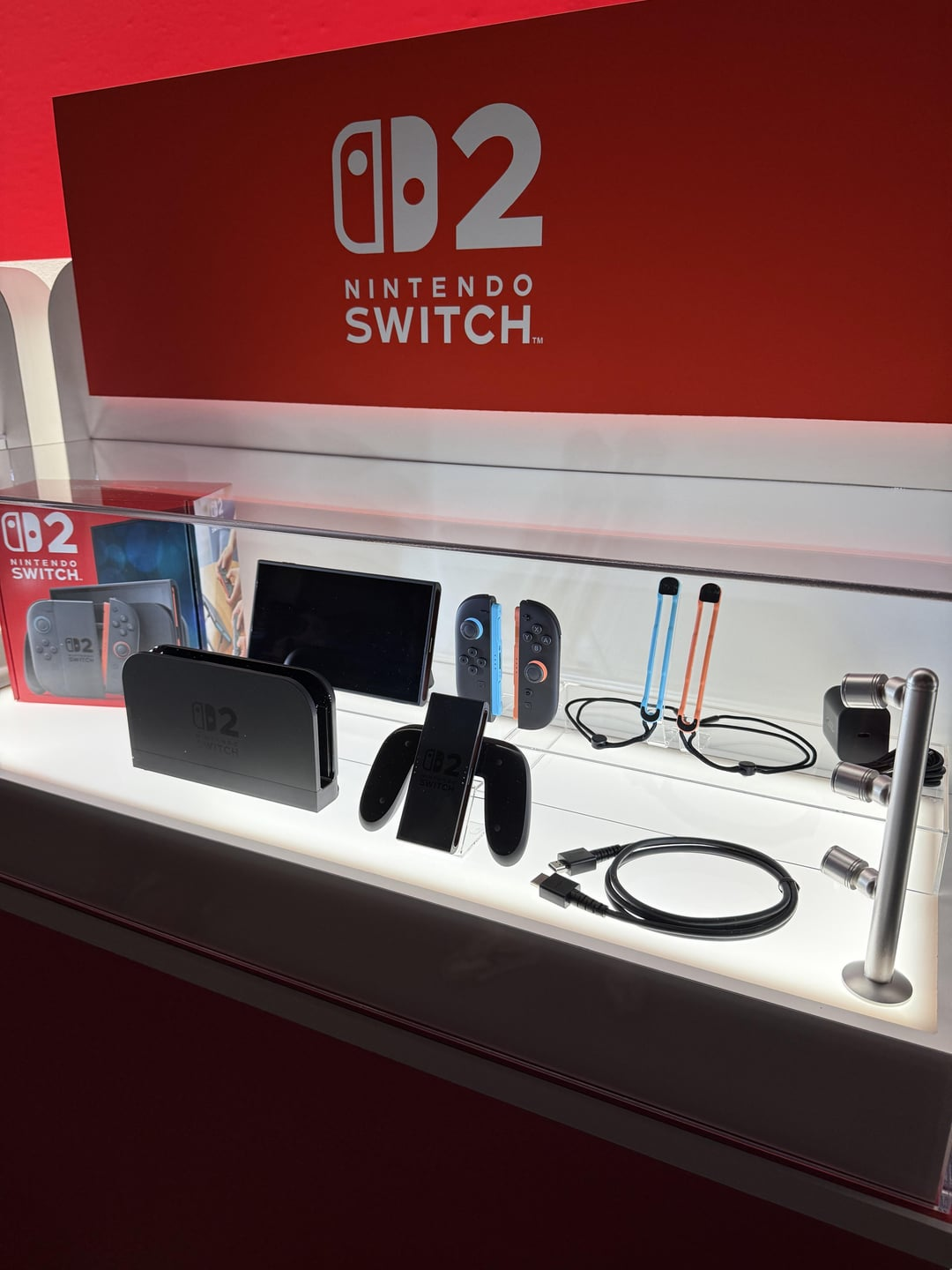
2025년 4월 스위치 2의 홍보용 디스플레이

스위치 2 홍보의 일환으로 닌텐도 오브 아메리카는 메이저 리그 베이스볼 및 시애틀 매리너스와 파트너십을 맺어 2025년 시즌 동안 매리너스의 팀 유니폼에 닌텐도 및 스위치 2 로고가 새겨지도록 했다. 2025년 4월, 닌텐도 오브 아메리카는 배우 폴 러드가 출연한 콘솔 광고를 공개했는데, 이는 34년 전 그가 출연했던 SNES 홍보 광고를 직접적으로 참조했다. 2025년 3월 닌텐도 다이렉트 행사에서는 닌텐도 투데이(Nintendo Today!) 애플리케이션이 iOS 및 안드로이드 기기용으로 동시 발표 및 출시되었다. 이 앱은 닌텐도 스위치 2 하드웨어, 소프트웨어, 서비스 및 향후 이벤트와 관련된 일일 업데이트를 포함하여 다양한 닌텐도 플랫폼에 대한 정보 제공을 위한 주요 뉴스 및 달력 허브 역할을 하도록 의도되었다.

#### 사전 주문
출시 몇 달 전, 닌텐도는 트럼프 행정부가 2025년 2월에 발효한 관세 인상 가능성을 피하고 부족 사태를 줄이기 위해 미국에 "수십만" 대의 기기를 비축했다. 닌텐도는 또한 특히 중국에 부과된 관세를 피하기 위해 생산 및 부품 조달을 중국에서 동남아시아, 특히 베트남으로 전환했다.
일본에서 되팔기 문제를 피하기 위해, 지역 제한이 있는 스위치 2는 현지에서 할인된 가격으로 판매되며, 지역 제한이 없는 버전은 닌텐도의 온라인 스토어를 통해서만 출시될 예정이다. 다른 지역에서는 소매점을 통해 사전 주문이 가능했지만, 닌텐도는 닌텐도에서 직접 구매하기 위한 사전 주문 대기자 명단을 만들었으며, 여기에는 닌텐도 계정과 확립된 플레이 시간 등 여러 요구 사항이 필요했다.
사전 주문은 대부분의 지역에서 2025년 4월 5일에 시작되었다. 4월 2일 관세가 발표된 직후, 닌텐도는 "관세 및 변화하는 시장 상황의 잠재적 영향을 평가하기 위해" 미국 내 사전 주문을 연기했다. 캐나다에서도 "미국 내 사전 주문 시기에 맞춰" 유사한 지연이 있었다. 닌텐도는 나중에 미국과 캐나다에서 콘솔 사전 주문이 2025년 4월 24일에 시작될 것이며, 콘솔 및 마리오 카트 월드 번들은 출시 가격이 동일하게 유지되는 반면, 일부 액세서리는 5~10 미국 달러 정도 가격이 인상될 것이라고 확인했다.
미국과 캐나다의 사전 주문은 4월 24일 오전 12시(ET)에 시작되었다. 사전 주문이 시작된 직후, 소매점인 월마트, 타깃, 베스트 바이는 엄청난 수의 사용자들이 사전 주문을 시도하면서 광범위한 웹사이트 오류 및 어려움을 보고했으며, 콘솔 재고는 몇 분 안에 전국적으로 소진되었다고 한다. 게임 소매점인 게임스탑은 같은 날 오전 11시(ET)에 사전 주문을 시작했으며, 사이트에서 글리치도 보고되었다.
닌텐도는 일본 소비자들에게 일본 전용 콘솔 모델을 사전 주문할 기회를 얻기 위해 220만 명 이상이 등록했으며, 이는 예상치를 훨씬 초과하는 수치였고, 출시일까지 이 모든 사전 주문을 충족하기는 어려울 것이라고 경고했다. 선택되지 않은 사람들은 나중에 콘솔 배송을 위한 유사한 프로그램으로 자동 이월될 것이라고 밝혔다. 일본 상점들은 출시 기간 동안 한정된 콘솔 공급을 처리하기 위해 추첨 및 유사한 방식을 사용했다. 닌텐도는 미국에서 자사 스토어를 통해 사전 주문하는 사람들에게도 유사한 경고를 발표했다. 소매점들은 2025년 5월 말에 배송을 받기 시작했다. 일부 스위치 2 콘솔을 사전 주문한 사람들은 출시 2주 전에 영상을 게시했지만, 출시 첫날 패치가 없으면 사용할 수 없었다.

### 출시 및 가격 책정
닌텐도 스위치 2는 2025년 6월 5일 전 세계적으로 출시되었다. 여기에는 일본과 북미, 대부분의 유럽 지역, 호주 및 뉴질랜드, 브라질, 칠레, 콜롬비아, 페루, 남아프리카 공화국, 홍콩, 사우디아라비아 그리고 대한민국이 포함되었다. 이후 그 달 말 동남아시아로 출시가 확대되어 6월 26일 필리핀, 싱가포르, 태국에서 시작되었고, 7월 3일에는 말레이시아에서 출시되었다. 다른 여러 지역의 출시일은 추후로 예정되었다. 중국 내 스위치 2 출시는 원래 전 세계 출시일인 6월 5일로 예정되어 있었으나 무기한 연기되었다.
스위치 2는 일본에서 부가세 포함 ¥69,980에 출시되었다. 북미에서는 미국에서 US$449 그리고 캐나다에서 틀:캐나다 달러에 판매되었다. 유럽에서는 대부분의 유로존에서 틀:유로 그리고 영국에서는 틀:파운드 스털링에 판매되었다 (이 두 가격 모두 부가세 포함). 오세아니아에서는 호주에서 A$699에 판매된다(GST 포함). 일본에서는 일반적인 "국제" 모델 외에도 훨씬 저렴한 ¥49,980에 두 번째 "일본 전용" 버전이 판매되었다. 그러나 전 세계적으로 사용 가능한 다른 스위치 2 모델과 달리, 이 버전은 일본어로만 작동하며 일본 거주자로 등록된 온라인 서비스만 사용할 수 있다.
출시 가격은 업계 예측보다 높았다. 출시 전, 블룸버그 L.P.의 애널리스트들은 미국에서 스위치 2가 400 미국 달러 이상으로 출시될 것이라고 예측했으며, 2025년 2월 발효된 해외 상품 수입 관세의 영향을 고려해야 하지만, 독점 소프트웨어와 스위치 라이브러리와의 하위 호환성에 힘입어 강력한 출시가 예상된다고 밝혔다. 스위치 2의 미국 가격이 US$449.99 (원래 스위치 출시 가격보다 50% 높음)로 공개되자 너무 비싸다는 비판을 받았다. 일부 스위치 2 게임은 US$80에 소매될 것이라고 발표되었고, 이는 추가적인 비판을 불러일으켰다. 이 가격대는 스위치 2를 인플레이션을 고려했을 때 30년 이상 된 닌텐도 콘솔 중 가장 비싼 콘솔로 만든다.
닌텐도 오브 아메리카 사장 더그 바우저는 스위치 2의 미국 가격이 여러 언론에서 시사했던 것처럼 2025년 4월 2일 트럼프 행정부가 부과한 관세에 기반한 것이 아니라고 밝혔다. 대신, 단순히 이 장치가 프리미엄 콘솔이며 계속 판매될 세 가지 스위치 콘솔과 함께 존재하기 때문이라고 말했다. 바우저는 스위치 2의 출하량이 이미 이때까지 전 세계적으로 비축되어 출시될 예정이었으므로 스위치 2의 출시일에 영향을 미치지 않을 것이라고 밝혔다.
비록 미국에서는 비교적 높은 가격이지만, 다른 분석가들은 미국이 부과한 관세를 스위치 2의 높은 가격에 주요 요인으로 배제했다. 이는 비디오 게임 콘솔의 이미 상승하는 가격과 캐나다 및 유럽 국가들도 유사한 가격대를 가지고 있다는 사실을 언급하며 (단, 세전 비교 시 유럽 가격이 실제로는 더 낮음). 애프터매스에 글을 쓴 게임 저널리스트 루크 플런켓(Luke Plunkett)은 코로나19 팬데믹 이후의 인플레이션 급등과 그로 인한 생활비 위기가 콘솔 판매에 영향을 미칠 가능성이 있다고 보았다. 일부 팬들은 소셜 미디어 플랫폼과 닌텐도의 라이브 스트림 중 관객 채팅에서 닌텐도가 스위치 2와 게임의 가격을 낮추도록 캠페인을 벌였다. 전 닌텐도 홍보 담당 매니저인 킷 엘리스(Kit Ellis)와 크리스타 양(Krysta Yang)은 닌텐도가 공개 스트림에서 가격 세부 정보를 생략한 것을 비판했으며, 소비자들이 다른 곳에서 해당 정보를 찾아야 했기에 부정적인 반응을 더욱 악화시켰다고 느꼈다.
한 사례로, 뉴욕 스태튼아일랜드에 있는 게임스탑 매장에서는 출시 당일 고객을 위해 스위치 2 상자에 사전 주문 영수증을 스테이플로 찍었는데, 콘솔이 상자 앞쪽에 포장된 방식 때문에 스테이플이 화면을 뚫고 지나갔다. 게임스탑은 즉시 영향을 받은 기기들을 교체했으며, 이후 스테이플러와 수리된 콘솔 중 하나를 경매에 부쳐 어린이 미라클 네트워크 병원을 위한 기금을 모금했다.

## 하드웨어
이전 모델과 마찬가지로 스위치 2는 하이브리드 콘솔로, 휴대용 콘솔로 사용하거나 텔레비전 또는 모니터에 연결된 독에 놓아 가정용 콘솔처럼 플레이할 수 있다. 이 장치는 스위치와 유사한 폼 팩터를 유지하며, 화면과 주요 하드웨어를 포함하는 본체와 휴대용 모드에서 본체 측면에 부착할 수 있거나 독에 연결했을 때 본체와 무선으로 통신할 수 있는 두 개의 Joy-Con 2 컨트롤러로 구성된다.

### 콘솔
닌텐도 스위치 2는 닌텐도 스위치의 기존 레이아웃(하단에 전원 공급 및 독 연결을 위한 USB-C 포트, 헤드폰 잭, 카트리지 슬롯 포함)과 함께, 노이즈 캔슬링 기능이 있는 내장 마이크와 본체 상단에 두 번째 USB-C 포트를 추가하여 테이블톱 모드에서 콘솔을 충전하거나 외부 카메라와 같은 액세서리와 함께 사용할 수 있도록 했다. 콘솔은 또한 오리지널 스위치 및 OLED 모델과 비교하여 재설계된 스탠드를 가지고 있다. Joy-Con 2 컨트롤러를 부착한 상태에서 콘솔은 폭 272mm(10.71인치), 높이 116mm(4.57인치), 깊이 13.9mm(0.55인치)이며, 무게는 534g(18.8온스)이다.
스위치 2는 1080p 해상도 (279 ppi)와 HDR를 지원하며, 최대 120 Hz의 가변주사율을 지원하는 7.9 in (20 cm) 액정 디스플레이 터치스크린을 사용한다. 독에 연결하면 콘솔은 120 Hz에서 최대 1440p 또는 60 Hz에서 4K 해상도로 HDR을 지원하여 출력할 수 있다. 오리지널 스위치에는 OLED 개정판이 포함되었으며, 닌텐도는 스위치 2에 OLED를 사용하는 것을 고려했지만, 하드웨어 설계 책임자 사사키 테츠야는 HDR 지원을 포함한 LCD 기술의 발전 때문에 LCD를 사용하기로 결정했다고 말했다. 1세대 모델과 달리 독에는 이더넷 커넥터와 냉각 팬이 내장되어 있다.
시스템 온 칩인 엔비디아 테그라 T239 (코드네임 "드레이크")는 옥타 코어 ARM Cortex-A78C 중앙 처리 장치와 12 SM 암페어 GPU (1,536개의 암페어 기반 CUDA 코어 포함), 그리고 8533MT/s 등급의 128비트 LPDDR5X 메모리 인터페이스를 특징으로 한다. 이 메모리 중 12GB는 2 × 6 GB 칩을 통해 제공되며, 약 102 GB/s (독 모드) 및 68 GB/s (휴대 모드)의 대역폭을 제공한다. 스위치 2는 엔비디아 DLSS 기술과 레이 트레이싱을 지원하며, 텐서 및 RT 코어를 통해 휴대용 모드에서 엔비디아 G-Sync를 통한 가변 주사율을 지원한다. Wi-Fi 6를 지원한다.

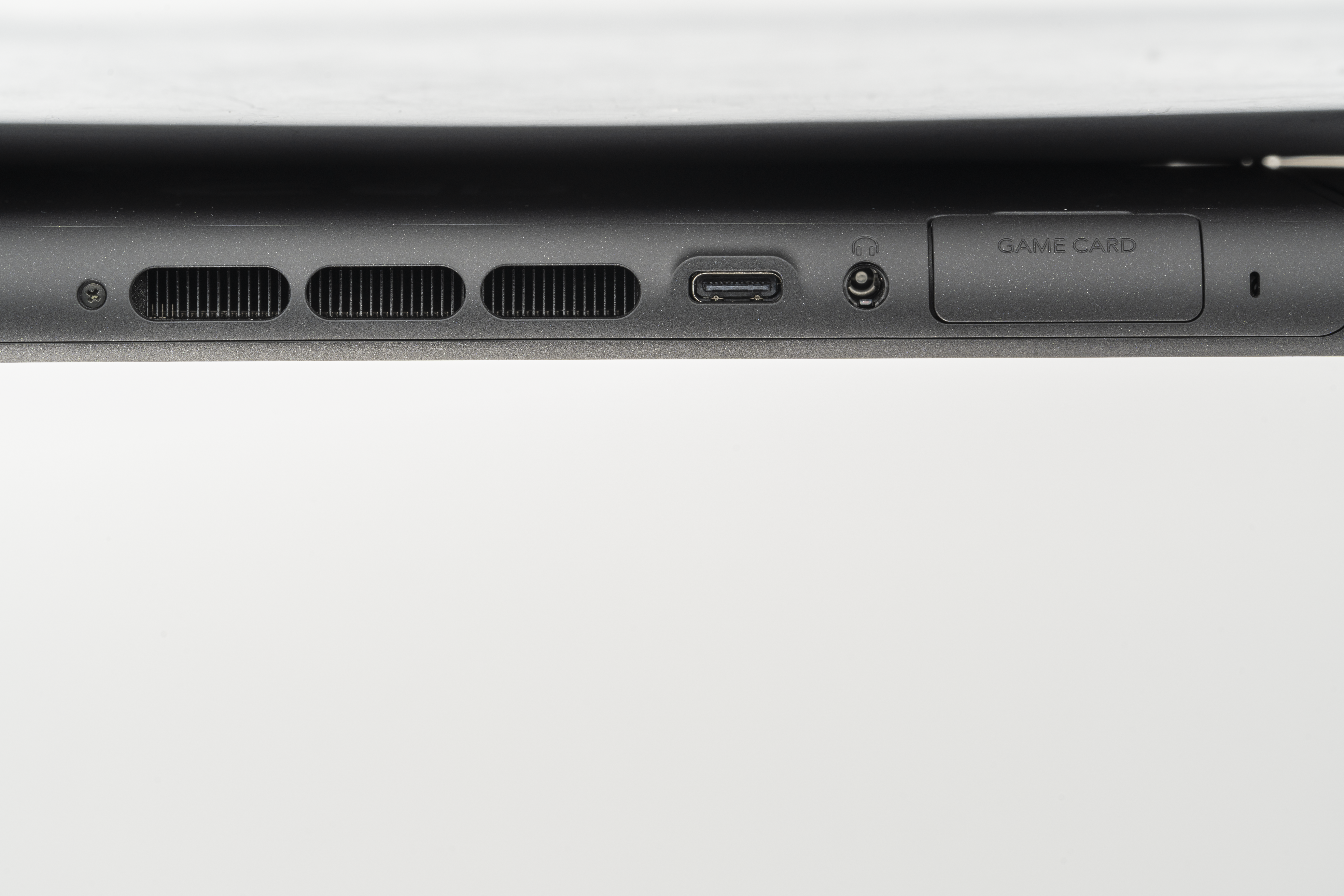
콘솔 상단, 게임 카드 슬롯, 헤드폰 잭, USB-C 포트, 배기구

스위치 2는 256 GB의 내부 저장소를 포함하며, 이는 1세대 스위치의 32~64 GB보다 크게 증가한 것이다. 저장소는 최대 2 TB의 마이크로SD 익스프레스 카드를 사용하여 확장할 수 있으며, 이는 1세대 모델에서 사용된 마이크로SDHC 및 마이크로SDXC 카드보다 더 높은 읽기 및 쓰기 속도를 제공한다. 스위치 2는 마이크로SD 익스프레스 카드에서만 게임 로드를 지원한다. 마이크로SDHC 및 마이크로SDXC 카드도 액세스할 수 있지만, 스크린샷 및 비디오 보기에만 사용할 수 있다.
스위치 2는 주로 5,220 mAh 리튬 이온 충전식 배터리로 휴대용 모드에서 전원을 공급받는다. 닌텐도는 배터리 수명을 약 2시간에서 6.5시간 사이로 추정하지만, 이는 대략적인 추정치이며 실제 지속 시간은 사용 중인 특정 소프트웨어에 따라 달라진다고 언급했다. 배터리는 두 USB-C 포트 중 하나를 통해 충전할 수 있다. 시스템이 절전 모드일 때 예상 충전 시간은 약 3시간이다.
2025년 1월 1일, 시스템의 마더보드 이미지라고 주장되는 사진이 나타났다. 디지털 파운드리의 리처드 리드베터(Richard Leadbetter)는 암페어 기반 아키텍처를 더 작은 공정 노드로 포팅하는 것보다 기존의 저비용 삼성 8 nm 공정 노드가 사용될 가능성이 더 높다고 결론지었다. 이러한 공정은 성능 및 배터리 수명에 어려움을 초래하지만, 리드베터는 고정된 하드웨어 플랫폼의 특성으로 인해 맞춤형 최적화가 가능하여 이러한 어려움을 완화할 수 있다고 믿었다.
일본을 제외한 지역에서 스위치 2는 지역 코드를 사용하지 않는다. 일본에서는 닌텐도가 표준 국제 다국어 모델과 일본 닌텐도 계정에서만 작동하며 다른 언어로 설정할 수 없는 더 저렴한 모델을 판매한다. 이는 일본 시장에 어필하고 약화된 일본 엔에 대처하려는 노력으로 해석되었다.

#### 하드웨어 보호
스위치 2의 전 세계 모델은 지역 제한이 없지만, 이 콘솔에는 사용자가 승인되지 않은 타사 하드웨어를 스위치와 함께 사용하는 것을 방지하는 기술이 포함되어 있다. 더 버지는 스위치 2의 USB-C 포트에 타사 독이 콘솔과 통신하는 것을 방지하고 사용을 막는 암호화 방식이 포함되어 있다고 보도했다.
2025년 5월, 닌텐도는 닌텐도 계정 사용자 동의 및 개인정보 보호 정책에 대한 업데이트를 발표했으며, 스위치 2 사용자가 이를 위반할 경우 "닌텐도 계정 서비스 및 [sic] 해당 닌텐도 장치를 전체 또는 부분적으로 영구적으로 사용할 수 없게 만들 수 있다"고 명시했다. 이는 게임의 불법 복제 및 에뮬레이션을 막기 위한 시도로 예상되었다. 이 동의는 또한 승인되지 않은 소프트웨어를 설치하거나 하드웨어를 수정하여 더 빠르게 실행하는 것에도 해당된다. 이 정책의 결과로, 스위치 2에 타사 플래시 드라이브를 사용하여 스위치 또는 스위치 2용 게임을 사이드로딩하거나, 중고 게임 카드를 구매한 플레이어는 닌텐도 온라인 계정이 정지되고 콘솔이 서비스에 연결할 수 없게 되었다. 엔가젯에 따르면, 이는 닌텐도가 모든 스위치 및 스위치 2 게임 카드에 고유한 ID 코드를 부여하고, 복제된 카드를 사용하는 것으로 보이는 시스템을 차단하는 조치를 취했기 때문이다. 적어도 한 사례에서는 사용자가 합법적으로 중고 게임 카드를 구매했으며, 스위치 2가 차단된 후 닌텐도에 구매 증명을 제시하여 차단을 해제할 수 있었다. 다른 사례에서는 이러한 제재가 영구적이며, 시스템이 닌텐도 네트워크에 연결하는 것을 막는 것으로 보인다. 스위치 2의 일부 중고 구매자들은 이러한 제재로 인해 기기가 구매 전부터 닌텐도 네트워크에 연결할 수 없게 되어 자신의 계정으로 시스템을 등록할 수 없었다. 이는 브라질의 소비자 보호 및 방어 프로그램(Procon)이 닌텐도를 상대로 법적 고발을 제기하게 만들었는데, 이러한 유형의 조치가 해당 국가의 소비자법을 위반하기 때문이다.

### Joy-Con2

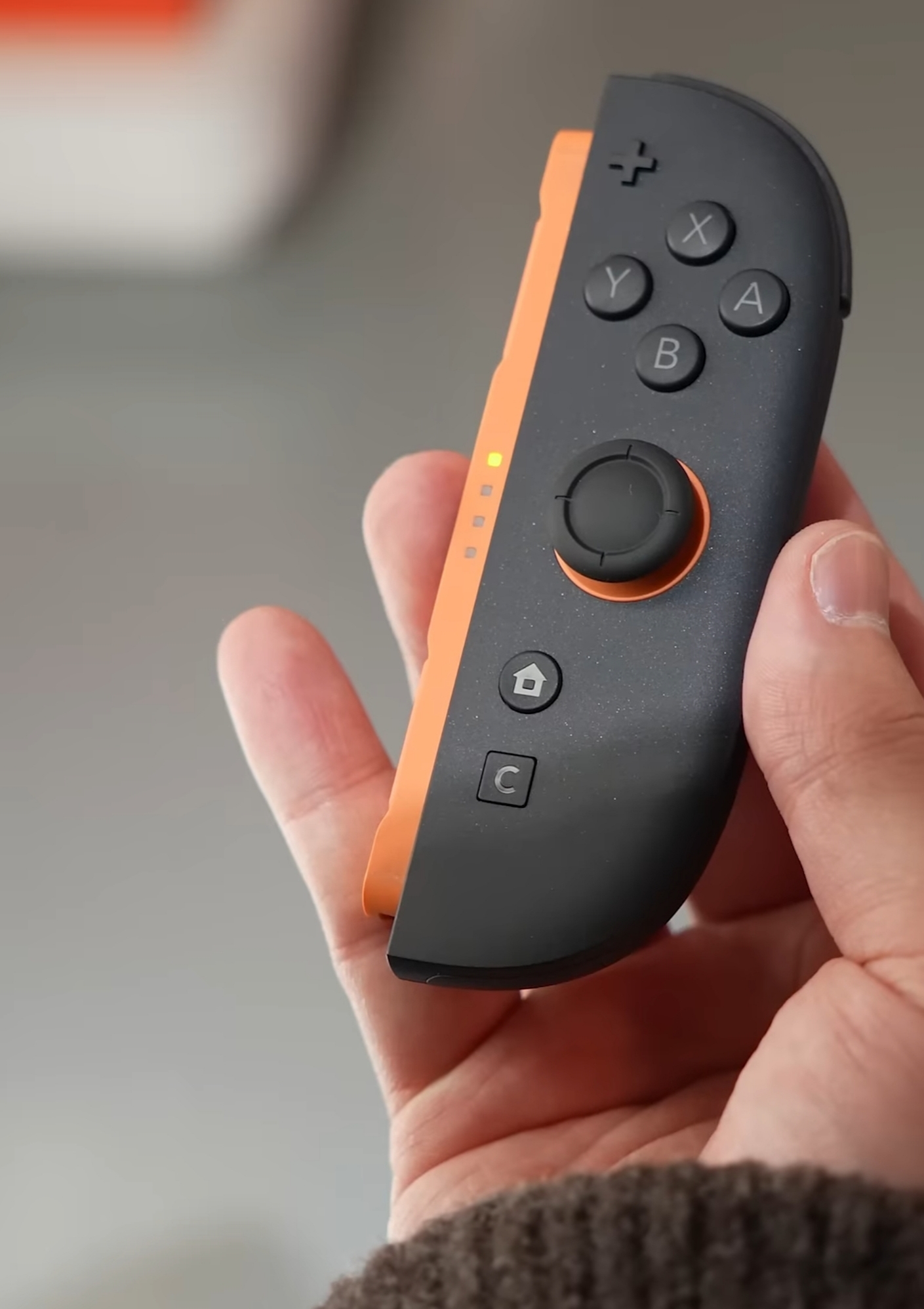
Joy-Con2 "R" 컨트롤러

Joy-Con 2 컨트롤러는 오리지널 Joy-Con에서 업데이트된 디자인을 가지고 있다. 더 커진 콘솔에 맞춰 크기가 커졌을 뿐만 아니라, 레일 시스템 대신 자석으로 측면에 부착된다. Joy-Con 2에 있는 작은 버튼을 사용하여 제거하는데, 이 버튼을 누르면 내부의 실린더가 확장되어 본체에서 밀어낸다. 닌텐도는 아날로그 스틱이 더 커지고 부드러워지며 내구성이 향상될 것이라고 밝혔다. 초기 보고서에서는 새로운 컨트롤러의 엄지 스틱이 홀 효과 센서를 사용하여 아날로그 시스템 내부에 먼지가 쌓여 발생하는 기존 모델의 드리프트 문제를 해결할 것이라고 제안했지만, 닌텐도는 2025년 4월에 홀 효과 센서가 사용되지 않는다고 확인했다.
컨트롤러 측면의 SL 및 SR 버튼이 커졌으며, 오른쪽 Joy-Con 2에는 새로운 "C" 버튼이 추가되어 새로운 "게임챗" 기능을 활성화한다. 컨트롤러는 또한 지원되는 게임에서 옆으로 밀어서 컴퓨터 마우스처럼 사용할 수 있다. 두 Joy-Con 2 컨트롤러 모두 20시간 지속될 것으로 추정되는 500mAh 배터리를 가지고 있다. 컨트롤러는 콘솔에 연결하거나 타사 충전 독 또는 그립을 사용하여 충전된다. 1세대 Joy-Con의 적외선 센서는 제거되었다.

## 소프트웨어

### 배급
이전 모델과 마찬가지로 스위치 2용 게임은 물리적 및 디지털 형식으로 구할 수 있으며, 물리적으로 배포되는 게임은 1세대 스위치에서 사용된 것과 유사한 폼 팩터를 공유하는 독점 게임 카드에 저장된다. 스위치 2 게임용 게임 카드는 1세대 스위치용 (짙은 회색)과 구별하기 위해 빨간색으로 출시될 것이다. 스위치 게임 카드와 마찬가지로 스위치 2 게임 카드는 어린이들이 먹지 못하도록 무독성 쓴맛 물질로 코팅되어 있다.
스위치 2부터 일부 게임의 물리적 출시에는 디지털 라이선스만 포함하고 게임 데이터는 없는 게임 카드("게임 키 카드")가 포함될 수 있다. 삽입 시 게임 파일은 콘솔로 다운로드된다. 디지털 구매와 달리, 게임을 실행하려면 게임 카드를 삽입해야 한다. 게임 키 카드는 일부 서드파티 스위치 게임에서 사용되었던 유사한 관행의 진화로, 파일 크기 제약으로 인해 게임 데이터의 일부만 카드에 포함되어 있었고, 나머지 데이터를 다운로드해야 했다. 닌텐도는 게임 키 카드 도입이 스위치 2를 오랫동안 사용할 수 있도록 미래를 대비하고, 게임이 계속 커져 게임 카드의 저장 한계를 초과하더라도 게임 키 카드를 통해 디지털 배포 외에도 소매점에서 판매될 수 있도록 하기 위함이라고 말했다. 게임 키 카드로 제공되는 게임은 닌텐도 계정에 잠겨 있지 않다.

### 온라인 서비스
닌텐도 스위치 온라인 서비스는 스위치 2에서도 유지된다. 이 구독 기반 서비스를 통해 스위치 2 사용자는 새로운 게임을 디지털로 구매하기 위해 e숍에 접속하고, 멀티플레이어 게임에서 친구들과 연결하여 플레이하며, 게임 데이터의 클라우드 저장을 허용한다. 스위치 온라인의 기존 레거시 게임 서비스의 일환으로, 게임큐브의 일부 게임은 "닌텐도 클래식스"라는 새로운 이름으로 익스팬션 팩을 통해 스위치 2 전용으로 배포된다. 이 컬렉션은 2025년 6월 콘솔 출시와 동시에 출시되었으며, 초기에는 젤다의 전설 바람의 지휘봉, 소울칼리버 II (모두 2002년), 그리고 에프제로 GX (2003년)가 포함된다. 루이지 맨션 (2001년), 슈퍼 마리오 선샤인 (2002년), 치비로보! 및 파이어 엠블렘: 창염의 궤적 (모두 2005년)과 같은 다른 게임들은 미정 날짜에 순차적으로 추가될 예정이다. 닌텐도 클래식스 카탈로그에 적용된 추가 기능은 스위치 2에서만 독점적으로 지원되며, 이는 기존 닌텐도 64 게임에 CRT 필터와 되감기 기능이 추가되는 것을 포함한다. 닌텐도는 또한 플랫폼에 게임큐브 추가와 함께 게임큐브 컨트롤러의 새로운 버전을 출시했으며, 이는 기존 스위치 온라인 구독자에게만 제공된다. 스위치 2 독점 게임은 오리지널 스위치에서 제공되었던 이전 게임 바우처를 사용하여 구매할 수 없다.
게임챗으로 알려진 음성 채팅 서비스는 사용자가 친구와 음성 채팅 및 화면 공유를 할 수 있도록 한다. 게임챗은 선택적 웹캠 액세서리를 사용하여 영상 통화를 지원한다. 이는 오른쪽 Joy-Con 2의 "C" 버튼을 통해 접근할 수 있다. 그러나 채팅은 2026년 3월 31일까지는 무료로 사용할 수 있으며, 그 이후에는 기능을 사용하기 위해 유료 닌텐도 스위치 온라인 멤버십이 필요하다. 아이폰 15 및 16과 같은 스마트폰, 그리고 디스플레이포트 얼터네이트 모드(DisplayPort Alternate Mode)를 지원하는 안드로이드 폰은 몇 개의 저렴한 케이블만 있으면 스위치 2에서 웹캠으로 사용할 수 있다.

### 라이브러리
2025년 1월 콘솔 공개 트레일러는 마리오 카트 월드의 초기 영상과 함께 공개되었으며, 이후 6월 5일 스위치 2와 함께 출시될 것이라고 발표되었다. 메트로이드 프라임 4: 비욘드 및 포켓몬 레전즈 Z-A와 같은 2025년 닌텐도 스위치 1st 파티 게임은 그래픽 및 성능 향상을 포함한 "닌텐도 스위치 2 에디션" 버전으로 출시될 예정이다. 닌텐도 스위치 2 웰컴 투어 게임은 4월 2일 다이렉트에서 공개되었으며, 콘솔 출시와 함께 온라인 전용으로 출시된다.

### 서드파티 지원
2024년 1월 게임 개발자 회의에서 실시된 설문조사에 따르면, 3,000명의 독립 및 AAA 개발자들에게 게임 제작 및 참여 플랫폼에 대해 질의했으며, 이 중 250명이 이미 스위치 2용 게임을 제작 중이라고 밝혔고, 응답자의 32%는 콘솔 개발에 관심을 표명했다. 2024년 5월, 닌텐도는 마이애미에 본사를 둔 개발사 시버 엔터테인먼트를 이전 모회사인 엠브레이서 그룹으로부터 인수할 의사를 발표했으며, 성명에서 이 합병이 소프트웨어 개발 및 포팅을 위한 전문 내부 자원을 확보하고, 스튜디오가 스위치 및 기타 플랫폼에 대한 약속을 계속 이행할 수 있도록 한다고 밝혔다. 블룸버그 뉴스는 나중에 이 인수가 스위치 2에서 타사 개발자로부터 게임을 확보하기 위한 닌텐도의 노력을 강화하기 위함이며, 시버는 외부 개발자들이 경쟁 플랫폼에서 해당 게임을 최적화하는 데 도움을 줄 것이라고 보도했다. 2024년 9월, 개발사 파테아 게임즈(Pathea Games)는 마이 타임 앳 포샤 (2019)와 마이 타임 앳 샌드록 (2023)의 정신적 후속작인 My Time at Evershine을 발표했다. 2024년 10월, 플레이토닉 게임즈는 곧 출시될 리마스터링 버전인 Yooka-Replaylee가 "닌텐도 플랫폼"에서 출시될 것이라고 발표했다.
2025년 4월 스위치 2 중심의 닌텐도 다이렉트에서 여러 퍼블리셔가 콘솔 지원을 약속했으며, 여기에는 스퀘어 에닉스, 캡콤, 일렉트로닉 아츠, 테이크투 인터랙티브, CD 프로젝트 레드, 반다이 남코, 세가, 슈퍼자이언트 게임스, 워너 브라더스 게임즈, 액티비전 블리자드, IO 인터랙티브가 포함되었다. 퍼블리싱 파트너로부터 총 46개의 게임이 초기 라인업으로 확정되었으며, 이 중 17개는 6월 콘솔 출시와 동시에 출시될 예정이다. 스트림에서 공개된 주요 서드파티 출시작으로는 파이널 판타지 VII 리메이크 인터그레이드, 하데스 II, 보더랜드 4, 용과 같이 0: 맹세의 장소 디렉터스 컷, 엘든 링 - 타니시드 에디션, 사이버펑크 2077 얼티밋 에디션, 히트맨: 월드 오브 어쌔시네이션, 007 퍼스트 라이트, 스플릿 픽션, 데몬 엑스 마키나: 타이타닉 사이언 및 스트리트 파이터 6가 포함되었다. EA와 테이크투 인터랙티브 모두 EA 스포츠 FC, 매든 NFL, WWE 2K 및 NBA 2K와 같은 각자의 스포츠 프랜차이즈를 플랫폼에 출시할 것을 공식적으로 약속했다. 닌텐도는 또한 코에이 테크모와 협력하여 젤다무쌍 봉인 전기와 같은 시스템 독점 게임을 개발 중이며, 프롬소프트웨어와 함께 The Duskbloods를 개발 중인 것으로 밝혀졌다.
마이크로소프트 게이밍의 필 스펜서는 스위치 2를 엑스박스 게임 포트로 지원할 것이며, 이는 그들의 멀티플랫폼 배포 전략의 일환이라고 말했다. 이러한 게임에는 헤일로: 마스터 치프 콜렉션과 마이크로소프트 플라이트 시뮬레이터 2024의 포트가 포함될 것으로 알려졌다. 마이크로소프트는 이전에 액티비전 블리자드 인수 제안의 일환으로 콜 오브 듀티 프랜차이즈의 향후 작품을 닌텐도 플랫폼에 가져오기로 닌텐도와 계약을 체결했으며, 이는 2023년 2월에 법적 구속력을 갖게 되었다.
퍼블리셔 유비소프트는 콘솔 공개 후 "사랑에 빠졌다"고 언급했으며, 출시 기간 동안 어쌔신 크리드 미라지와 어쌔신 크리드 섀도우스를 시스템에 가져올 것이라는 소문이 돌고 있다. 마블 라이벌즈의 프로듀서 우 웨이충(Weicong Wu)은 이 게임을 스위치 2에 가져오는 데 관심을 표명했으며, 팀이 이미 닌텐도와 접촉했으며 개발 키트를 가지고 있다고 밝혔다. 그러나 그는 게임 성능이 만족스러울 경우에만 스위치 2에 출시될 것이라고 말했다.

### 하위 호환성
스위치 2는 대부분의 스위치 게임과 하위 호환되며, 물리적 및 디지털 모두 가능하다. 일부 게임은 스위치 2 및 Joy-Con 2 컨트롤러의 하드웨어 변경 사항과 직접적으로 호환되지 않지만, IR 기능이 필요한 게임과 같이 오리지널 스위치의 Joy-Con을 사용하여 여전히 플레이할 수 있다. 다른 대부분의 스위치 게임의 경우, 스위치 2는 스위치와 동일한 하드웨어를 가지고 있지 않기 때문에 호환성 계층과 유사한 에뮬레이션 유형을 사용하여 플레이할 수 있다. 하드웨어 디렉터 도타 다쿠히로는 이 솔루션을 "소프트웨어 에뮬레이터와 하드웨어 호환성 사이의 어딘가"라고 설명했으며, 사사키 테츠야는 사용된 방법이 "데이터가 읽힐 때 실시간으로 수행된다"고 말했다. 이 방법을 통해 스위치 게임은 스위치 2에서 플레이할 때 게임챗 지원과 같은 스위치 2 기능을 추가할 수 있다. 2025년 5월 기준으로 닌텐도가 개발한 122개 게임 중 닌텐도 라보 VR 키트만 호환되지 않는 것으로 나타났는데, 스위치 2의 크기가 액세서리에 맞지 않기 때문이다. 닌텐도가 테스트한 15,000개 이상의 타사 스위치 게임 중 약 75%가 호환되었고 약 170개는 일부 문제가 있었다. 훌루와 크런치롤과 같은 일부 추가 소프트웨어는 호환되지 않았다.
일부 스위치 게임은 별도로 판매되거나 닌텐도 스위치 온라인 익스팬션 팩을 통해 제공되는 콘솔 업그레이드를 가지고 있으며, 일부는 새로운 콘텐츠를 추가한다. 초기 업그레이드 라인업에는 메트로이드 프라임 4: 비욘드, 젤다의 전설 브레스 오브 더 와일드, 젤다의 전설 티어스 오브 더 킹덤, 슈퍼 마리오 파티 잼버리, 포켓몬 레전즈 Z-A, 별의 커비 디스커버리가 포함되며, 두 젤다 게임은 출시 게임이다. 슈퍼 마리오 오디세이 및 포켓몬스터 스칼렛·바이올렛과 같은 다른 스위치 게임은 추가 콘텐츠 없이 스위치 2용 무료 성능 업데이트를 제공한다. 게임은 또한 오리지널 스위치에 삽입하여 오리지널 스위치 게임의 사본처럼 플레이할 수 있다.
닌텐도는 사용자들이 스위치 게임을 스위치 2로 가져오는 것을 돕기 위해 2025년 4월에 오리지널 스위치 시스템 소프트웨어용 가상 게임 카드를 도입했다. 가상 게임 카드는 디지털 구매 게임을 두 번째 스위치 또는 스위치 2 시스템에서 사용하기 위해 가상으로 전송하거나, 가족 구성원의 스위치에 최대 2주 동안 빌려줄 수 있다.
Joy-Con 및 Nintendo Switch Pro 컨트롤러는 대부분 스위치 2와 상위 호환되며, 일부 스위치 게임은 스위치 2와 호환되기 위해 이들을 필요로 한다. 이러한 게임에는 대부분의 닌텐도 라보 게임, 링 피트 어드벤처 (2019), 끝내주게 춤춰라 메이드 인 와리오 (2023)가 포함된다.

## 평가

### 비판적 평가
디지털 트렌즈와 더 게이머는 독의 접근성 있는 디자인을 칭찬했으며, PCMag은 이에 대해 중립적인 입장을 보였다. 다른 비평가들은 개선된 환기 시스템에 만족했다. 킥스탠드는 일부로부터 디자인 개선과 내구성에 대해 칭찬을 받았지만, 와이어드는 그 안정성과 얇음에 대해 우려를 표했다. 화면, 특히 OLED 부재에 대한 논평이 많았는데, 와이어드는 120Hz 주사율과 HDR10 지원이 이를 보완한다고 느꼈다. 비평가들은 스위치 2의 디스플레이가 오리지널 스위치보다 개선되었다는 점에 동의했으며, 일부는 그 장점에도 불구하고 디스플레이가 단점이라고 느꼈다. 비평가들은 Joy-Con의 디자인 개선을 칭찬했으며, 일부는 SL 및 SR 버튼의 크기 증가가 유용하다고 언급했다. 비평가들은 스틱 드리프트 해결책이 없다는 점에 불만을 표했다. 비평가들은 Joy-Con의 마우스 기능이 사용자의 다리 위에서도 잘 작동한다고 언급했다. 콘솔의 감소된 배터리 수명은 비판을 받았는데, 일부는 이를 오리지널 스위치 출시 버전의 2.5~6.5시간 전력 추정치와 부정적으로 비교했다. 그러나 엔가젯은 이 수치가 고급 휴대용 게임 기기의 일반적인 기준이라고 느꼈지만, 요약에서는 여전히 배터리 수명을 부정적인 요소로 언급했다.
콘솔의 소셜 기능은 칭찬을 받았다. 와이어드는 게임챗을 콘솔의 "가장 주목할 만한, 완전히 새로운 기능"이라고 묘사했으며, 매셔블은 닌텐도가 20년 된 개념을 재창조한 것이 아니라 "순수한 유용성을 넘어 적극적으로 즐겁게 사용할 수 있는 영역으로" 발전시켰다고 묘사했다. 비즈니스 인사이더는 전문적인 통신보다는 "빠르고 캐주얼한 멀티플레이어 세션을 위해 만들어졌다"고 느꼈다. 비평가들은 음성-텍스트 변환 옵션의 정확성과 특정 화자를 식별하는 능력에 대해 칭찬했다. 비평가들은 내장 마이크의 노이즈 캔슬링 기능에 대해 칭찬했다. 많은 이들이 게임챗의 화면 공유가 끊긴다고 말했다. 매셔블은 가상 게임 카드 시스템이 공유 디지털 게임의 소유권을 놓고 다투는 "경쟁적인 형제자매에게는 물류상의 악몽이 될 수 있다"고 묘사했다.
출시작 라인업은 부족하다는 비판을 받았다. PC 게이머는 최근 몇 년간 "가장 약한" 라인업 중 하나라고 평가했다. 비평가들은 닌텐도가 출시작인 닌텐도 스위치 2 웰컴 투어 게임에 대해 돈을 받는다고 비판했다. 비평가들은 많은 출시 게임이 오리지널 스위치에서는 실행할 수 없었던 다른 시스템의 포팅작이라는 점을 지적했으며, 일부는 스위치 2에서 오리지널 스위치 게임의 업그레이드를 칭찬했다. PC 게이머는 딥 러닝 슈퍼 샘플링 그래픽 기술이 사이버펑크 2077과 같은 게임을 "주관적으로 더 좋게" 만들었다고 썼으며, 에지는 메트로이드 프라임 4: 비욘드와 웰컴 투어 게임 플레이 중 마우스 기능의 정확성을 칭찬했다. 비평가들은 콘솔, 게임 및 일반 액세서리의 총 가격에 대해 우려했다. 또한 스위치 1 데이터 전송 기능의 무결성에 대한 우려도 제기되었다. 게임 키 카드 사용은 게임 데이터를 닌텐도 서버에서 다운로드해야 게임을 플레이할 수 있게 하는 방식으로, 물리적 게임에 대한 새로운 유형의 디지털 권리 관리로 간주되었으며, 게임 소유권, 비디오 게임 보존, 그리고 닌텐도가 스위치 2를 단종시킨 후 게임 지원에 대한 우려를 제기했다.

### 판매
닌텐도는 2025년 6월 10일, 출시 4일 만에 스위치 2가 전 세계적으로 350만 대 이상 판매되어, 현재까지 회사에서 가장 빠르게 판매되는 콘솔이 되었다고 보고했다. 패미통은 스위치 2가 출시 4일 만에 일본에서 947,931대가 판매되어, 같은 지역에서 329,152대 팔린 스위치 출시 기록을 넘어섰다고 보고했다. IGN은 이 첫 4일 동안의 스위치 2 출시 판매량이 모든 지역에서 스위치 출시 판매량의 두 배에 달한다고 말했다.